# 제1차 왕정복고 정부
제1차 왕정복고 정부는 1814년 프랑스 임시정부를 대체한 제1차 왕정복고의 정부로, 1814년 5월 3일 루이 18세가 파리에서 선포했다. 1814년 국참사원을 임명한 루이 18세는 프랑스 민법전과 옛 부르봉 왕정의 정치 방식을 적절히 섞어 정부를 구성했다. 정부는 탈라르 백작이 이끌었지만, 콩데 공작 루이 조지프가 실질적인 정부의 지도자였으며, 대부분의 정치는 입헌군주제에 입각한 1814년 헌장에 따라 이루어졌다.
제1차 왕정복고 정부 당시 주요 사건에는 1814년 제1차 파리 조약과 뒤이은 대프랑스 동맹과의 협상을 통한 빈 회의 참가 자격 획득, 그리고 1792년 국경선 유지 등이 있다. 그러나 1814년 헌장 반포 이후 프랑스 국내 여러 정치 세력들이 이에 실망하면서 프랑스 정치가 불안해졌고, 1815년 엘바섬을 탈출한 나폴레옹이 군을 모아 파리에 다시 입성하면서 제1차 왕정복고 정부는 붕괴했다. 1815년 6월 백일천하가 끝날 때까지 부르봉 왕가는 헨트로 피신을 가 있었고, 제1차 왕정복고의 여러 정치 체계는 나폴레옹에 의해 무너졌다.

## 역사
탈레랑은 자신이 수장이 되어 연대 책임을 지는 정부를 구성하길 희망했지만, 루이 18세는 그를 불신하여 직접 통치를 하며 국무회의도 드물게 소집했다. 그는 총리도 임명하지 않았다. 그러나 정치적인 필요에 따라, 루이 18세는 탈레랑과 임시정부에서 함께 일했던 측근들에게 주요 부처를 맡겼다. 아베 루이, 달베르크, 말루에, 그리고 루이 18세와 탈레랑 사이의 연락 역할을 했던 몽테스키외 아베가 그들이다. 1814년 9월 8일, 탈레랑은 상원 앞에서 국가가 차입한 부채를 상환하겠다는 내용을 담은 프랑스 최초의 예산안을 옹호하였다.
루이 18세는 자신의 고문이자 ‘총애하는 장관’인 블라카만을 신뢰했으며, 그의 집무실을 맡기는 등 깊은 신임을 보였다. 반면 탈레랑에 대한 신뢰는 적었으나, 그럼에도 불구하고 9월 23일 그를 빈 회의에 파견하였다. 탈레랑은 그곳에서 블라카가 왕에게 미치는 영향력 때문에 곤란을 겪게 되었고, 메테르니히는 심지어 그들과 직접 협상을 시도하기도 했다.

## 장관
| 정부부처      | 임기 시작일     | 임기 종료일     | 장관                                           |
| ------------- | --------------- | --------------- | ---------------------------------------------- |
| 외무부        | 1814년 5월 13일 | 1815년 3월 19일 | 샤를모리스 드 탈레랑페리고르                   |
| 사법부        | 1814년 5월 13일 | 1815년 3월 19일 | 샤를 담브레                                    |
| 내무부        | 1814년 5월 13일 | 1815년 3월 19일 | 프랑수아자비에르마크안토닌 드 몽테스키우페자삭 |
| 전쟁부        | 1814년 5월 13일 | 1814년 12월 3일 | 피에르 뒤퐁 드 엘탕                            |
| 전쟁부        | 1814년 5월 13일 | 1815년 3월 11일 | 장드디외 술트                                  |
| 전쟁부        | 1815년 3월 11일 | 1815년 3월 19일 | 앙리 자크 길리엄 클라크                        |
| 재정부        | 1814년 5월 13일 | 1815년 3월 19일 | 조제프도미니크 루이                            |
| 해군 및 식민  | 1814년 5월 13일 | 1814년 9월 7일  | 말루에 남작 피에르 빅토르                      |
| 해군 및 식민  | 1814년 9월 7일  | 1815년 3월 19일 | 자크 클로드 뷔그노                             |
| 국무성장관    | 1814년 5월 13일 | 1815년 3월 19일 | 에머리히 요제프 폰 달베르크                    |
| 왕실 가정기관 | 1814년 5월 29일 | 1815년 3월 19일 | 피에르 루이 장 카시미르 드 블라카              |